# Jake Forster-Caskey
Jake Dane Forster-Caskey (Southend-on-Sea, 25 aprile 1994) è un calciatore inglese, centrocampista dello Stevenage.

## Biografia
Suo padre Darren Caskey è stato a sua volta un calciatore professionista.

## Carriera

### Club
Il 30 aprile 2010 firma il suo primo contratto da professionista con il Brighton & Hove Albion, squadra in cui è cresciuto calcisticamente. Esordisce tra i professionisti l'8 maggio 2010 contro lo Yeovil Town, diventando - all'età di 16 anni e 13 giorni - il più giovane giocatore ad essere sceso in campo con la maglia del Brighton.
Il 21 giugno 2012 rinnova il proprio contratto fino al 2015. Il 6 luglio 2012 l'Oxford United ne rileva in prestito il cartellino per sei mesi. Terminato il prestito rientra al Brighton. L'8 luglio 2014 - in scadenza di contratto - sottoscrive un nuovo accordo, della durata di tre anni.
Il 22 settembre 2015 passa in prestito per un mese al MK Dons. L'8 gennaio 2016 viene ceduto nuovamente in prestito ai Dons fino a fine stagione.

### Nazionale
Il 20 maggio 2015 viene convocato per l'Europeo Under-21 2015, disputato in Repubblica Ceca.

## Statistiche

### Presenze e reti nei club
Statistiche aggiornate al 12 gennaio 2017.
| Stagione               | Squadra                | Campionato             | Campionato | Campionato | Coppe nazionali | Coppe nazionali | Coppe nazionali | Coppe continentali | Coppe continentali | Coppe continentali | Altre coppe | Altre coppe | Altre coppe | Totale | Totale |
| Stagione               | Squadra                | Comp                   | Pres       | Reti       | Comp            | Pres            | Reti            | Comp               | Pres               | Reti               | Comp        | Pres        | Reti        | Pres   | Reti   |
| ---------------------- | ---------------------- | ---------------------- | ---------- | ---------- | --------------- | --------------- | --------------- | ------------------ | ------------------ | ------------------ | ----------- | ----------- | ----------- | ------ | ------ |
| 2009-2010              | Brighton & Hove        | FL1                    | 1          | 0          | FACup+CdL       | 0               | 0               | -                  | -                  | -                  | FLT         | 0           | 0           | 1      | 0      |
| 2010-2011              | Brighton & Hove        | FL1                    | 0          | 0          | FACup+CdL       | 1+0             | 0               | -                  | -                  | -                  | FLT         | 0           | 0           | 1      | 0      |
| 2011-2012              | Brighton & Hove        | FLC                    | 4          | 1          | FACup+CdL       | 2+0             | 1               | -                  | -                  | -                  | -           | -           | -           | 6      | 2      |
| 2012-gen. 2013         | Oxford United          | FL2                    | 16         | 3          | FACup+CdL       | 0+1             | 0               | -                  | -                  | -                  | FLT         | 3           | 0           | 20     | 3      |
| gen.-giu. 2013         | Brighton & Hove        | FLC                    | 3          | 0          | FACup+CdL       | 0               | 0               | -                  | -                  | -                  | -           | -           | -           | 3      | 0      |
| 2013-2014              | Brighton & Hove        | FLC                    | 28+1       | 3          | FACup+CdL       | 4+1             | 0               | -                  | -                  | -                  | -           | -           | -           | 34     | 3      |
| 2014-2015              | Brighton & Hove        | FLC                    | 29         | 1          | FACup+CdL       | 1+3             | 0+2             | -                  | -                  | -                  | -           | -           | -           | 33     | 3      |
| set. 2015              | Brighton & Hove        | FLC                    | 2          | 0          | FACup+CdL       | 0+2             | 1               | -                  | -                  | -                  | -           | -           | -           | 4      | 1      |
| set.-ott. 2015         | MK Dons                | FLC                    | 5          | 0          | FACup+CdL       | 0               | 0               | -                  | -                  | -                  | -           | -           | -           | 5      | 0      |
| ott. 2015-gen. 2016    | Brighton & Hove        | FLC                    | 1          | 0          | FACup+CdL       | 0               | 0               | -                  | -                  | -                  | -           | -           | -           | 1      | 0      |
| Totale Brighton & Hove | Totale Brighton & Hove | Totale Brighton & Hove | 68+1       | 5          |                 | 14              | 4               |                    | -                  | -                  |             | 0           | 0           | 83     | 9      |
| gen.-giu. 2016         | MK Dons                | FLC                    | 15         | 1          | FACup+CdL       | 3+0             | 0               | -                  | -                  | -                  | -           | -           | -           | 18     | 1      |
| Totale MK Dons         | Totale MK Dons         | Totale MK Dons         | 20         | 1          |                 | 3               | 0               |                    | -                  | -                  |             | -           | -           | 23     | 1      |
| 2016-gen. 2017         | Rotherham United       | FLC                    | 6          | 0          | FACup+CdL       | 0+1             | 0               | -                  | -                  | -                  | -           | -           | -           | 7      | 0      |
| gen. 2017-             | Charlton               | FL1                    | 0          | 0          | FACup+CdL       | -               | -               | -                  | -                  | -                  | -           | -           | -           | 0      | 0      |
| Totale carriera        | Totale carriera        | Totale carriera        | 110+1      | 9          |                 | 19              | 4               |                    | -                  | -                  |             | 3           | 0           | 133    | 13     |

## Palmarès

### Club

#### Competizioni nazionali
- Football League One: 1

Brighton: 2010-2011